# Nate57

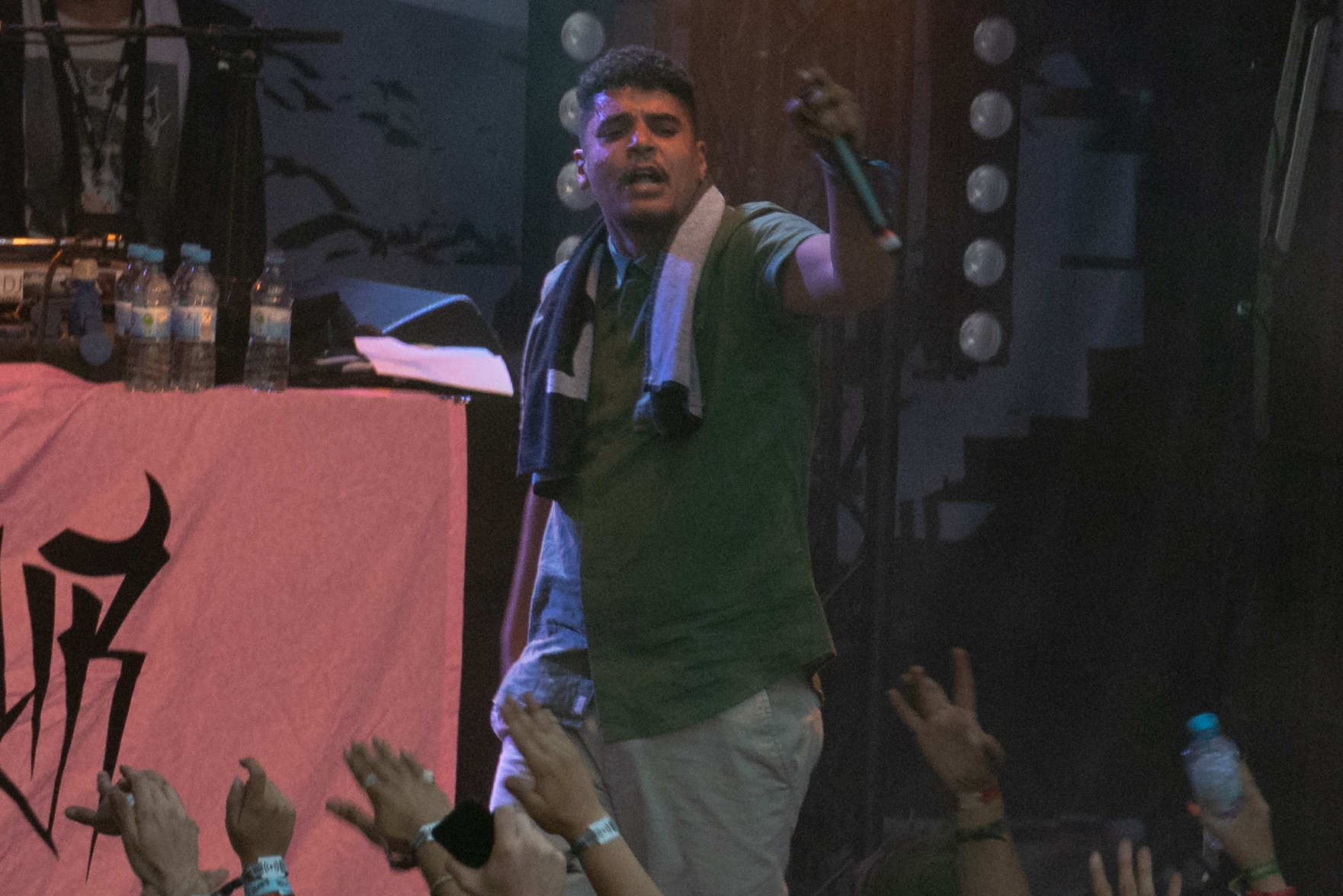
Nate57 auf dem splash! 2018

Nate57, bürgerlich Nathan Renato Pedreira (* 5. Juli 1990 in Henstedt-Ulzburg) ist ein deutscher Rapper. Er stand beim Label Rattos Locos Records unter Vertrag.

## Biografie
Nate57 wuchs im Hamburger Karolinenviertel als Sohn einer Deutschen und eines Angolaners auf. Im dortigen Umfeld und wegen seiner musikalisch tätigen Eltern kam er schon früh mit Hip-Hop-Musik in Kontakt. Wegen Rivalitäten mit anderen Jugendlichen in Hamburg schrieb Nate57 mit 15 Jahren seine ersten Raptexte. Da er keine guten Aufnahmemöglichkeiten hatte, rappte er seine Texte zunächst in Jugendzentren mit amateurhaftem Equipment ein.
Sein Bruder Blacky White, Produzent und Rapper, arbeitete mit seinem kleinen Bruder zusammen und gründete das Plattenlabel Rattos Locos Records. Im Frühjahr 2008 veröffentlichte Nate57 dann sein erstes Mixtape Willkommen auf St. Pauli, das als Gratisdownload angeboten wurde. 2009 folgte das Mixtape Verrückte Ratten, das er mit seinem Labelpartner Telly Tellz aufnahm. Man konnte es erneut kostenlos herunterladen. Dazu wurden Videos zu Nur die Starken überleben und Blaulicht, einem Solotrack von Nate57, ausgekoppelt. Vor allem Letzteres sorgte für einen großen Hype in der deutschen Hip-Hop-Szene. So wurde er unter anderem von Sido, Farid Bang und Fler positiv in den Medien erwähnt. In der Folge war Nate57 auch an Konzerten und im Fernsehen präsent.
Am 25. Juni 2010 erschien sein Debütalbum Stress aufm Kiez, das sich in den deutschen Albumcharts auf Platz 37 platzierte. Das Mixtape Auf der Jagd wurde am 12. August 2011 veröffentlicht. Darauf rappte Nate57 auf bereits verwendeten Beats aus den USA und Frankreich. Der Tonträger platzierte sich auf Platz 10 der Media Control Charts, was Nate57s beste Platzierung darstellte. 2013 folgte das Album Land in Sicht, das Platz 11 der deutschen Albencharts erreichte. Am 25. März 2016 veröffentlichte Nate57 sein drittes Album Gauna. Auf den gleichnamigen Touren zu beiden Alben nimmt er den hannoverschen Rapper Sinan49 als Support Act mit.

## Diskografie

### Alben
- 2010: Stress aufm Kiez
- 2013: Land in Sicht
- 2016: Gauna

### Mixtapes
- 2008: Willkommen auf St. Pauli
- 2009: Verrückte Ratten (mit Telly Tellz)
- 2011: Auf der Jagd
- 2017: Unter Deck
- 2019: Echo

### EPs
- 2012: Rattos Locos Logbuch #1 (mit BOZ, Telly Tellz und Reeperbahn Kareem)

### Kompilationen
- 2017: Revue

### Singles (Auswahl)
- 2020: ?SAG!
- 2020: Steine gegen Panzer (Fick die Welt 2)
- 2020: Bist du noch da? (This Fly Remix)
- 2020: Papier
- 2020: Heyda
- 2020: Im Käfig (feat. North45)
- 2020: Die Tür
- 2020: Hype verpennt
- 2021: Stress
- 2021: Hanseat
- 2021: zu lang
- 2021: Von der Küste
- 2021: Walkie Talkie
- 2021: Gefahrengebiet
- 2021: Hängematte
- 2021: Ndrangheta
- 2021: Plan Verbrechen
- 2021: Raute#
- 2022: Frei
- 2022: Blut & Geld
- 2022: Kontakt
- 2023: Zeitmaschine
- 2023: Kein Spass
- 2023: Erfolgreich sein
- 2023: Kalt (Remix)
- 2023: Noch ein Glas
- 2025: Bissu dumm ¿ (mit Bonez MC)
- 2025: Bissu dumm ¿ (Megalodon Remix) (mit Bonez MC feat. AchtVier, AK 33, AK Ausserkontrolle, Azad, Big Toe, Caney030, Celo & Abdi, Crackaveli, Curse, Dardan, Die P, Eno, Finch, Frauenarzt, Hakan Abi, Haze, Jaill, Jan Delay, Jonesmann, Juju, Kaisa Natron, Kolja Goldstein, Kontra K, Kwam.E, Laas Unltd., LX, Makko, Massiv, MP Freshly, Nizi19, Olexesh, OTW, Reeperbahn Kareem, Sa4, Saliou, Samra, Sido, Silva, Sil3A, Ski Aggu, Tom Hengst, Vega, Veysel, Zined)

### Gastbeiträge
- 2010: Drehn ab, Mischlingskind und Zahltag auf Mischlingskind von Telly Tellz
- 2010: Parallelgesellschaft auf Jugo Betrugo von Crackaveli
- 2012: Garnix auf Kopfkrieg von BOZ (feat. Telly Tellz)
- 2012: Meine Welt auf Nr. 415 von Xatar
- 2013: Illegal, Legal, Egal auf BB.U.M.SS.N. von SSIO (feat. Telly Tellz)
- 2014: Dr. Cooper (Allstar Remix) auf Dr. Cooper Remix EP von Megaloh (feat. Celo & Abdi, MoTrip, Telly Tellz, Afrob, Samy Deluxe, Ali As, Aphroe & Umse)
- 2014: St. Pauli auf Von der Wiege bis ins Grab von Reeperbahn Kareem (feat. Telly Tellz & BOZ)
- 2014: Aufstand auf Geboren um zu sterben von Alpa Gun
- 2014: Hauptsache es läuft auf Sechs Kronen von Kalim
- 2014: Feier und Hamburger Kiez Nächte (feat. BOZ) auf #JezAllesAus von Telly Tellz
- 2015: Das Volk, das sind wir! auf Der Sampler 3 (Bonus EP) von 187 Strassenbande (feat. Gzuz)
- 2015: Plan auf Made in Germany von BOZ (feat. Telly Tellz)
- 2016: Gute Gute auf Gute Gute von Veli MC
- 2016: Alles bei Nacht auf Mitte des Blocks von Sinan49
- 2016: Seit Tag 1 auf Panik in der Szene von Payy
- 2017: Vato Mulatto Rmx auf Banditorinho von Luciano (feat. Telly Tellz)
- 2017: 90's auf S auf der Brust von Ajé
- 2017: 100k von LGoony, Soufian & Crack Ignaz (feat. Celo & Abdi, Ahzumjot, Telly Tellz, Azzi Memo & Eno)
- 2018: Nur Bargeld auf Zero von Payy (feat. Remoe)
- 2018: Unten an der Ecke auf Die Zwielicht LP von Haze
- 2018: Vision von P.M.B. (feat. Payy)
- 2018: Umsatz auf Hypnotize von Dardan
- 2019: Pink Panther auf 4ZuDer9 II von Sinan49
- 2019: Tom & Jerry auf Aiwaaa von Brudi030
- 2019: Pappbecher auf Hyperaktiv von AchtVier
- 2019: Mehr Bargeld von Payy (feat. Remoe)
- 2020: Bist du wach? (Benefiz für Hanau) von Azzi Memo (feat. Veysel, Sinan-G, Kool Savas, NKSN, Rola, Disarstar, Maestro, Hanybal, Celo & Abdi, Manuellsen, Silla, Credibil, Ali471, Milonair, Mortel & KEZ)

### Musikvideos
- 2009: Nur die Starken überleben (mit Telly Tellz)
- 2009: Blaulicht
- 2010: Intro (mit Telly Tellz) (Halt die Fresse 02 Nr. 49)
- 2010: Waffenfreiezone
- 2011: Fick die Welt
- 2011: Sie's ne Bitch
- 2011: Auf der Jagd
- 2013: Immigranten
- 2013: Die alte Zeit (feat. Abdel)
- 2013: Kopf hoch (feat. Mr. Landy)
- 2013: Im Rausch (feat. Telly Tellz)
- 2013: Fata Morgana
- 2013: Für unser Gebiet (Halt die Fresse Gold Nr. 10)
- 2015: Mit der Basy
- 2016: Gesetzlos
- 2016: Kein Para? Kein Sinn!
- 2016: Lights Out (mit Telly Tellz)
- 2017: Unter Deck (feat. Sinan49 & HAZE)
- 2017: Nur Bargeld (von Payy feat. Remoe)
- 2019: Tom & Jerry (von Brudi030)
- 2020: Vegeta (aus dem Echo-Mixtape; Video von Blackcamels)
- 2020: Unser Abteil
- 2020: Kleine Fische
- 2020: Was kommt danach (Onetake-Video von Peter Kae)
- 2020: Tatverdacht (feat. Brudi030; Video von Peter Kae)
- 2020: Stärke oder Schwäche (Video von Peter Kae)
- 2020: Ennio Morricone (Video von Ardian Gjokaj)
- 2021: Hanseat (Video von Peter Kae)
- 2021: Jump-n-Run (feat. AK 33; Video von Maine Sicht)
- 2021: Gefahrengebiet (Video von Alex Blitzz & Peter Kae)

### Juice-Exclusives
- 2010: Mischlingskind (feat. Telly Tellz) (auf Juice-CD #108)